# Hwang Sun-byol
Hwang Sun-byol – północnokoreańska zapaśniczka walcząca w stylu wolnym. Brązowa medalistka Uniwersjady w 2013 roku.